# マダーマ宮殿 (ローマ)
マダーマ宮殿（マダーマきゅうでん）は、イタリアの首都ローマにある宮殿。イタリア元老院（上院）の議事堂として使われている。

## 歴史
宮殿の敷地はローマ帝国時代にはネロ浴場があった所である。中世にメディチ家の所有となり、1505年に宮殿が建設された。名称の由来はマルゲリータ・ダウストリア (パルマ公妃)である。
1743年のメディチ家滅亡に伴い、宮殿はロレーヌ家の所有となり、後にベネディクトゥス14世 (ローマ教皇)の手に渡った。1849年、ピウス9世 (ローマ教皇)は教皇領財務省をここに移した。
イタリア統一運動の結果、イタリア王国が成立し教皇領も王国の一部となった。1871年、宮殿は新政府の上院議事堂となった。

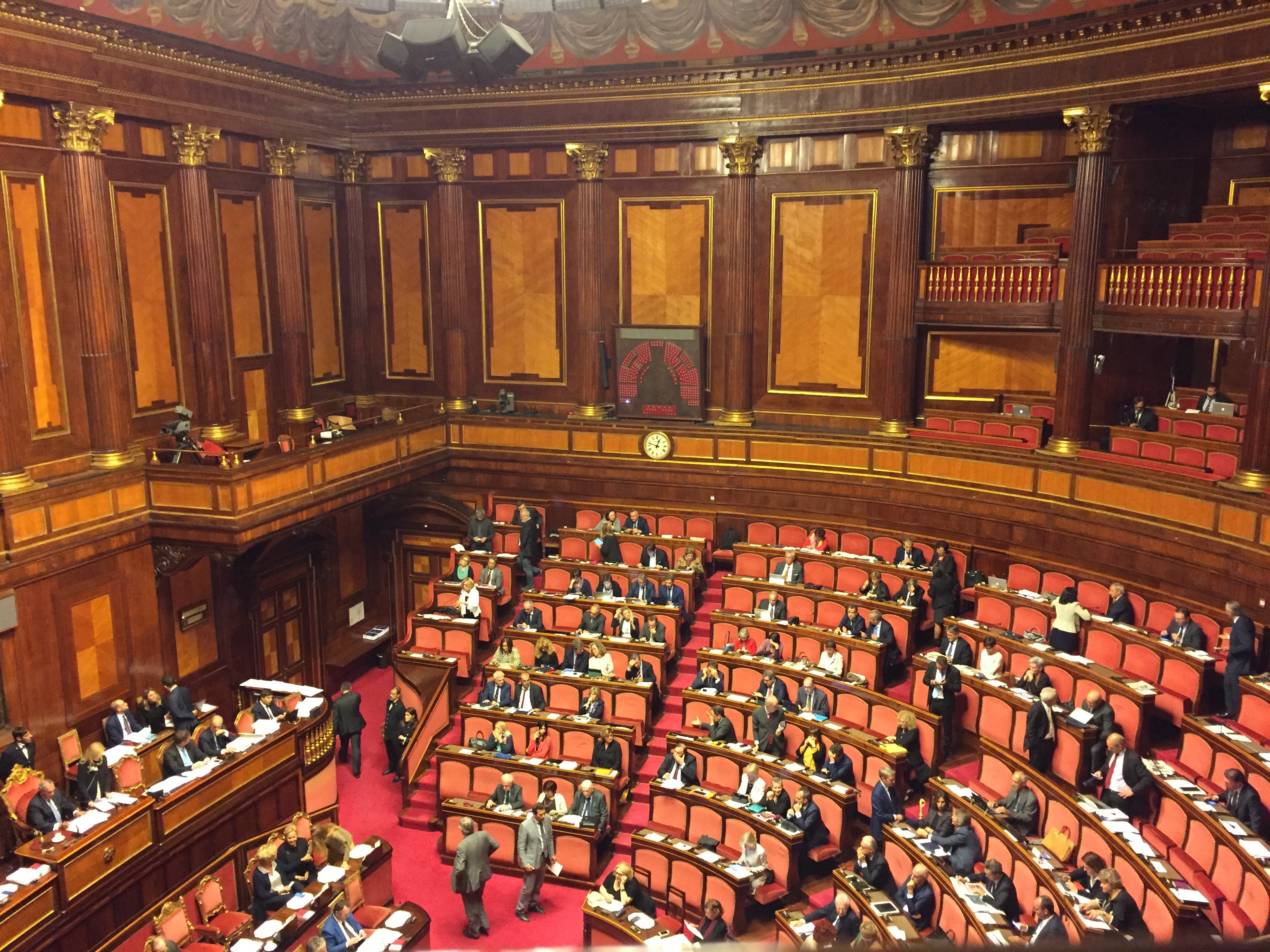
議場
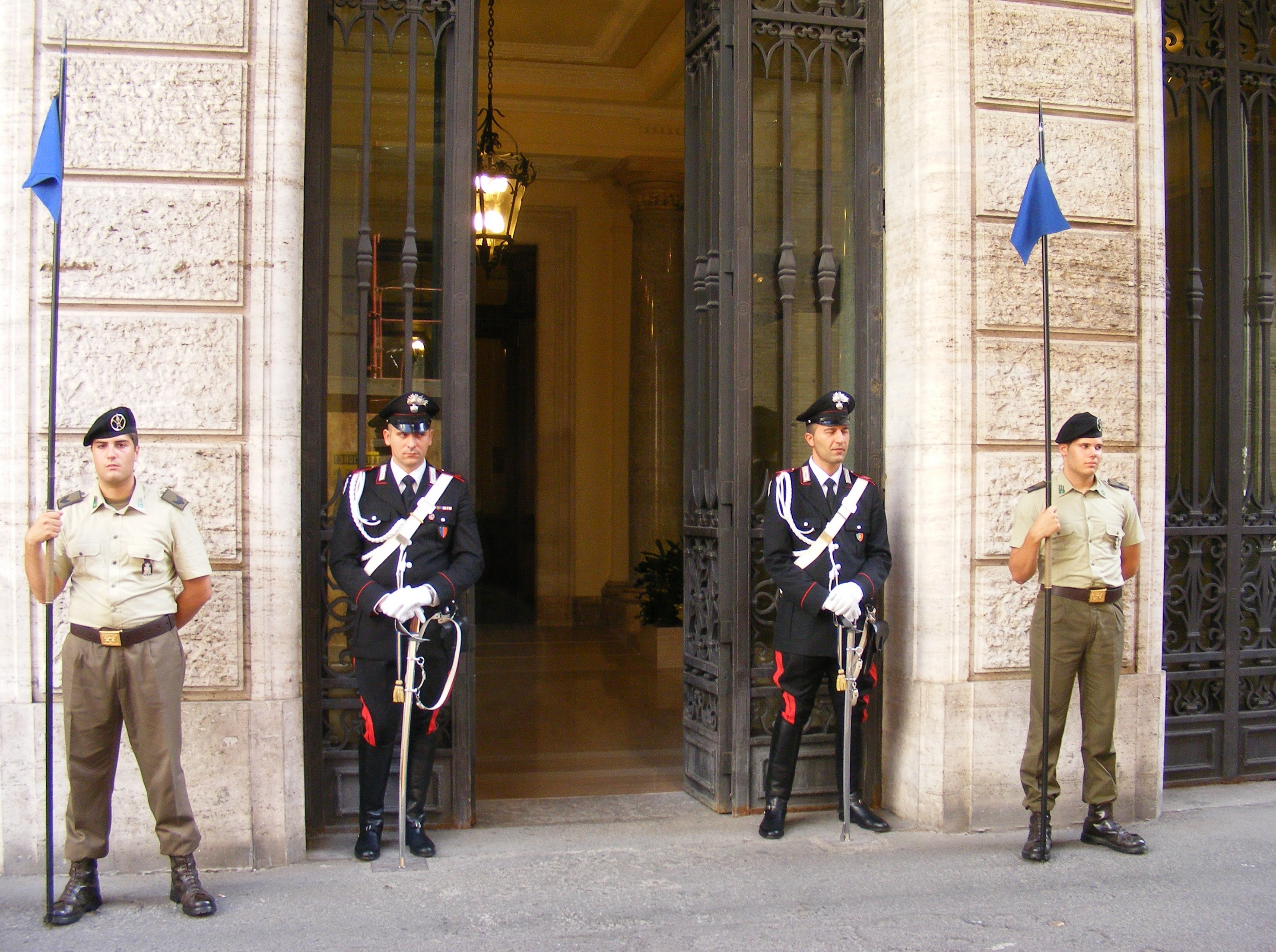
サイド・エントランス